# Cascio (Molazzana)
Cascio è una frazione del comune di Molazzana, in Garfagnana, nella provincia di Lucca.
È la frazione più popolosa del comune con circa 400 abitanti.

## Storia e descrizione
Il centro storico è circondato da mura costruite in seguito alle tante guerre che nei primi anni del Seicento interessavano la Garfagnana, in particolare il paese di Cascio.
Uno dei più importanti conflitti militari è avvenuto nel 1603, quando il paese fu conquistato da Lucca.
Quando Cascio ritornò sotto il dominio degli Estensi furono costruite le mura ad opera dell'ingegnere Pasio Pasi. Le mura formano un quadrilatero irregolare e sono lunghe circa 435 m.
Tra i beni artistici si ricorda la Madonna col Bambino in terracotta invetriata di Benedetto Buglioni, che è custodita nella Chiesa dei Santi Lorenzo e Stefano.